# Stanley Unwin
Stanley Unwin (19 de desembre de 1884, Lewisham, Anglaterra - 13 d'octubre de 1968, Londres, Anglaterra) fou un escriptor i editor britànic, director de l'editorial George Allen & Unwin des del 1914, fundada el 1871.

## Biografia
Fou un gran defensor de la cooperació internacional en qüestions literàries i de publicació, i va presidir la Publishers Association of Great Britain, i la International Publishing Association des del 1936 fins al 1938 i des del 1946 fins al 1957. Quan va estar en aquest càrrec va viatjar per tot el món recollint informació sobre els sistemes organitzatius i les tècniques de publicació de llibreters i editorials.
Tot i que va publicar autors seriosos i àdhuc polèmics per al seu temps, com Bertrand Russell o Thor Heyerdahl, la publicació que el va fer cèlebre fou el 1937 amb la novel·la infantil El hòbbit de l'escriptor J.R.R. Tolkien. Va prendre la decisió de publicar-la després de l'entusiasta valoració que li va atorgar el seu fill Rayner Unwin, de deu anys. Unwin creia que el millor jutge per a un llibre infantil era un nen. Per la qual cosa pagava un xíling al seu fill per cada valoració per escrit que li lliurava.
A causa de l'èxit que va suposar El hòbbit per a la companyia, Unwin va demanar a Tolkien una seqüela, que es convertiria anys després en El Senyor dels Anells, una de les novel·les de més èxit comercial de la història. Unwin i Rayner van tenir una influència rellevant en el desenvolupament de la història amb llur opinió editorial, tot i que quan va arribar el moment de la publicació, Tolkien va dubtar si fer-ho amb una altra editorial, ressentit pel rebuig d'El Silmaríl·lion.